# Aldo Ceccato

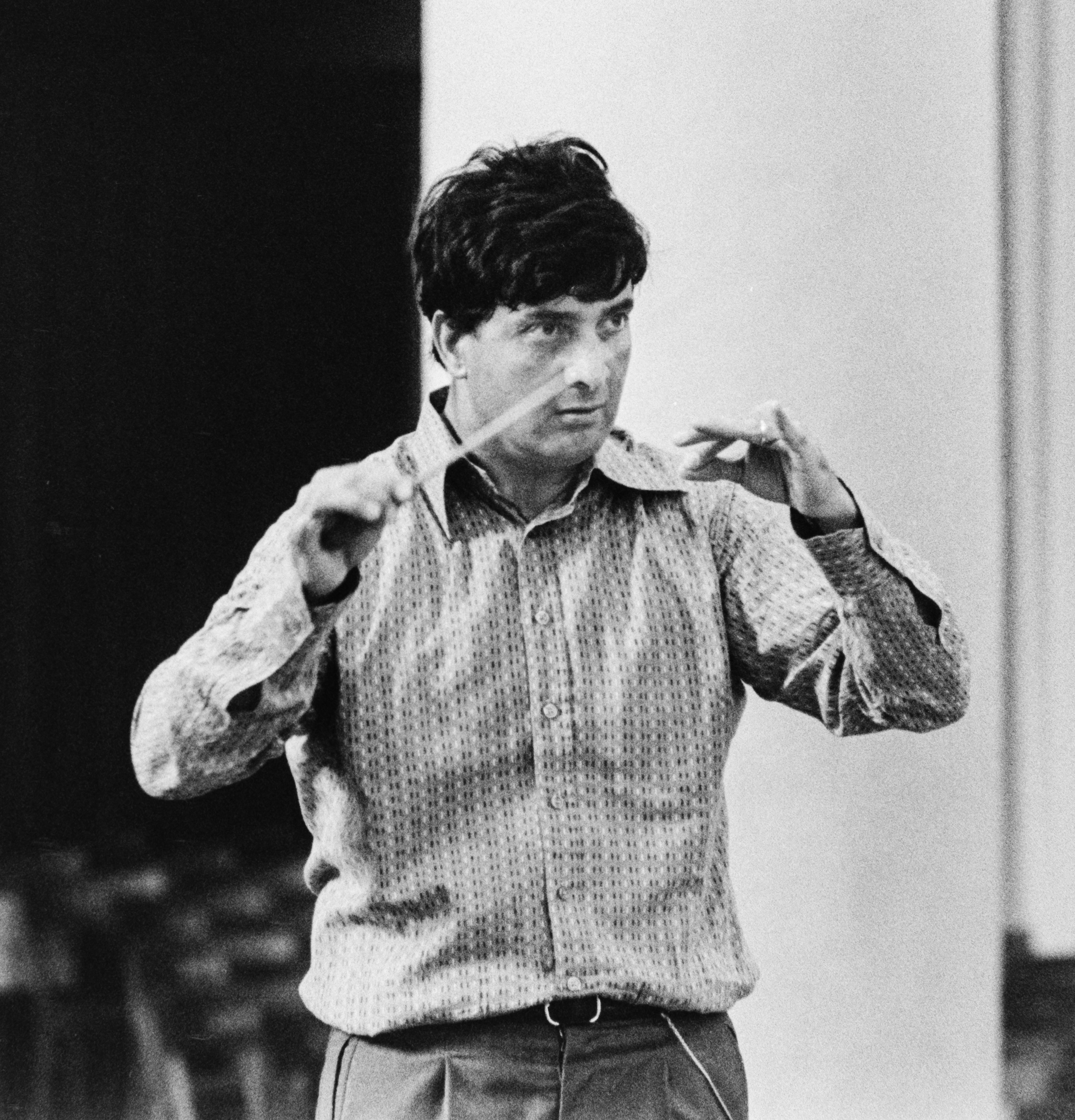
Aldo Ceccato

Aldo Ceccato (* 18. Februar 1934 in Mailand) ist ein italienischer Dirigent.

## Leben und Wirken
Ceccato begann seine musikalische Ausbildung am Verdi-Konservatorium seiner Heimatstadt und  studierte von 1959 bis 1962 Dirigieren an der Hochschule für Musik in West-Berlin. Mehrfach besuchte er Sommerkurse bei Sergiu Celibidache. An der Accademia Chigiana erhielt er ein Diplom im Klavierspiel.
Zunächst trat Ceccato als Pianist auf. Im Jahre 1964 debütierte er als Dirigent mit einer Aufführung von Mozarts Don Giovanni am Teatro Nuovo von Mailand. Es folgten das Debüt an der Mailänder Scala (1967) und der Covent Garden Opera (1969). Von 1970 bis 1974 trat er als Gastdirigent mit dem New York Philharmonic Orchestra auf. Von 1973 bis 1977 war er Musikdirektor des Detroit Symphony Orchestra, danach von 1975 bis 1983 Chefdirigent des Philharmonischen Staatsorchesters Hamburg. Von 1985 bis 1989 war er Chefdirigent der Radiophilharmonie Hannover des NDR, daneben auch Chefdirigent und künstlerischer Leiter des Sinfonieorchesters Bergen in Norwegen (1985–90). Er leitete dann u. a. das Rundfunksinfonieorchester in Turin,  das Spanische Nationalorchester in Madrid,  die Tschechische Philharmonie in Brünn – mit der er vor Papst Johannes Paul II. das Oratorium Christus von Franz Liszt aufführte – und die Pomeriggi Musicali in Mailand.
Als Gastdirigent trat Ceccato mit international bekannten Orchestern wie dem Boston Symphony Orchestra, dem Chicago Symphony Orchestra, dem Cleveland Orchestra und dem Philadelphia Orchestra, dem New York Philharmonic Orchestra, dem London Philharmonic Orchestra, den Berliner Philharmonikern, der Staatskapelle Berlin und der Staatskapelle Dresden, dem Israel Philharmonic Orchestra und dem NHK-Sinfonieorchester in Tokio auf.
Ceccato leitete die Dirigierklasse an der Staatlichen Hochschule für Musik und darstellende Kunst in Hamburg und gab Meisterklassen u. a. in Hannover, Santiago de Compostela, Bergen und Oxford. Er wurde mit einem  Ehrendoktortitel der Eastern Michigan University (1976) und als Commendatore della Republica Italiana (1981)  geehrt. Er ist Mitglied der Accademia di Santa Cecilia in Rom (seit 1981) und Ehrenmitglied der Dvořák-Gesellschaft in Prag.